# Periplacis
Periplacis is een geslacht van vlinders uit de familie van de prachtvlinders (Riodinidae), onderfamilie Riodininae.
Periplacis werd in 1837 voor het eerst wetenschappelijk beschreven door Geyer.

## Soort
Periplacis omvat de volgende soort:
- Periplacis glaucoma Geyer, 1837